# Aşıtlar, Pasinler
Aşıtlar là một xã thuộc huyện Pasinler, tỉnh Erzurum, Thổ Nhĩ Kỳ. Dân số thời điểm năm 2011 là 212 người.